# Domača kokoš
Domača kokoš (znanstveno ime Gallus gallus domesticus) izvira iz predelov jugovzhodne Azije, kjer naj bi jo udomačili že v 6. tisočletju pr. n. št. Danes je znanih več kot 100 kurjih pasem, ki jih gojijo predvsem za meso in jajca. Evropske divje kure, kot so jereb, ruševec in divji petelin, se niso pustile udomačiti.

## Izvor
Še nedavno so znanstveniki menili, da je domača kokoš potomka rdeče pragozdne kokoši (Gallus gallus), ki živi v severovzhodni Indiji, Indokini in na Sumatri. V južni in jugovzhodni Aziji živijo še tri druge vrste divjih kur. Kokoš so najprej udomačili v njeni domovini, od tam pa se je razširila v dve smeri: proti severovzhodu na Kitajsko in Japonsko, proti zahodu pa v Egipt in Malo Azijo. Od tam je prišla v Rusijo, Južno Evropo in k nam, nato pa še v Srednjo Evropo ter severne evropske dežele. Američani so dobili domačo kuro kmalu po odkritju Amerike iz Evrope. Pasma kokoši iz Čila naj bi izvirala iz predkolumbijskega stika s Polinezijci, vendar zadnje raziskave tega ne potrjujejo.
Novejše genetske raziskave so na osnovi gena za rumeno kožo dokazale hibriden izvor domače kokoši. Tako naj bi po udomačitvi rdeče pragozdne kokoši prišlo do križanja s sivo pragozdno kokošjo (Gallus sonneratii). Pri kokoših ločimo rumeno in belo barvo kože, večina pasem domače kokoši ima rumeno kožo (najopazneje na nogah), le redke pasme in izvorna rdeča pragozdna kokoš pa imajo bele noge. Barvo določata dominantni alel W*W (bela) in recesivni alel W*Y (rumena). Tako imajo kokoši W*W/W*W ali W*W/W*Y belo kožo, W*Y/W*Y pa rumeno. Alel W*Y inhibira izločanje encima beta-karoten hidrogenaze 2, katerega naloga je razgradnja rumeno obarvanih karotenoidov na brezbarvne apokarotenoide. Žival dobi karotenoide s hrano, ki jo zaužije, od gena za barvo kože pa je odvisno, ali se bodo karotenoidi nalagali v koži. Na osnovi primerjav zaporedij alelov W*Y in W*W med divjimi in domačimi kurami se je izkazalo, da alel W*Y izvira iz sive pragozdne kokoši, torej je v domačo kokoš prišel s križanjem.

## Opis
Domača kokoš (moški petelin, ženska kura ali kokoš, mladiči piščanci, kastriran petelin kopun) ima maso od 1,5 do 5 kilogramov, odvisno od pasme. Pri živalih iste pasme je petelin težji, tudi do enega kilograma, od kokoši. Pri domačih kokoših je izražen spolni dimorfizem. Posebnost rodu Gallus je rdeč greben, ki je lahko različnih oblik. Greben je mesnat izrastek na vrhu glave in je pri petelinih vedno večji.
Golena in prsti pri večini pasem niso porasli s perjem. Stopalo kokoši je anisodaktilno, kar pomeni, da ima štiri prste. Trije prsti so obrnjeni naprej, en pa nazaj. Obstajajo tudi pasme s petimi prsti; pri teh sta nazaj obrnjena dva prsta. Pri odraslih petelinih zadnji prst imenujemo tudi ostroga. Petelini ga uporabljajo kot orožje pri napadanju drugih samcev.
Telo kokoši pokriva prožna koža. Da ne bi prišlo do prevelike izgube toplote, se pod kožo nabira maščobno tkivo, pokriva pa jo perje.

## Pomen
Kokoši gojijo predvsem zaradi mesa (pitovni proizvodni tip) in jajca (nesnice). Zaradi nizke cene in razširjenosti je kokoš eden od ključnih virov beljakovin v svetovni prehrani. Po podatkih FAO za leto 2009 je na svetu 18,6 milijarde kokoši. Za primerjavo, v istem letu so po svetu gojili 1,2 milijarde rac, 357 milijonov gosi, 458 milijonov puranov, 1,4 milijarde glav goveda, 1 milijardo ovac in 942 milijonov prašičev. Perutnina in jajca (večinoma kokošji proizvodi) so na svetovni ravni (podatki za 2007) prispevali 4,4 in 2,6 grama proteinov na osebo na dan. Za primerjavo: govedina 3,6, svinjina 4,3, vsa živila živalskega izvora 29,8, vsa živila živalskega in rastlinskega izvora 77,1 g proteina na osebo in dan.

## Slovenske pasme
Avtohtona slovenska pasma je štajerska kokoš ali štajerka.
Tradicionalne slovenske pasme (po oceni za leto 2005, od najbolj do najmanj razširjene) pa so:
- slovenska rjava kokoš
- slovenska grahasta kokoš
- slovenska srebrna kokoš
- slovenska pozno operjena kokoš
- slovenska zgodaj operjena kokoš
- slovenska pitovna kokoš[5]

## Tuje pasme
Tuje pasme delimo na štiri osnovne skupine: azijsko, ameriško, angleško in sredozemsko.
Azijska skupina
Težke pasme s kvadratno ali okroglo obliko trupa, slabše nesnice, vendar težke in mesnate.
- brama
- košin
- langšan

Ameriška skupina
Trikotna oblika trupa, kombinirane proizvodne lastnosti. Nastale z različnimi križanji. Najznačilnejše pasme:
- plimutka
- rodajland
- njuhempšir
- viandot

Angleška skupina
Po obliki in namenu podobne ameriškim pasmam. Značilne predstavnice so pasme:
- dorking
- orpington
- saseks
- korniš

Sredozemska skupina
Valjasta oblika trupa. Izrazite nesnice, katerih jajca imajo belo lupino.
- leghorn

## Slovenski komercialni križanci
V večjih kmetijskih obratih za prirejo mesa in jajc uporabljajo križance čistih linij oziroma hibride. Tudi v Sloveniji je pod okriljem Kmetijskega inštituta Slovenije in Biotehniške fakultete potekala selekcija domačih kokoši, namenjenih za križanje. Tako so dobili štiri križance:
- Prelux-Č (črni prelux); križanec med slovensko grahasto kokošjo in slovenskim rjavim petelinom. Kokoš nesnega tipa.
- Prelux-G (grahasti prelux): križanec med slovensko rjavo kokošjo in slovenskim grahastim petelinom, zato so piščanci grahasti. Dobra nesnica, namenjena za rejo na domačih dvoriščih. Dobre rezultate daje tudi v farmski reji.
- Prelux-R (rjavi prelux): križanec med slovenskimi srebrnimi kokoši in slovenskimi rjavimi petelini. Piščanci so obarvani prav nasprotno, rjave jarčke in beli petelinčki. Izvalijo se tako imenovani 'avtoseks' piščanci, saj se spola po takoj izvalitvi ločita po barvi. Nesnice, primerne za farmsko rejo.
- Prelux-BRO: večpasemski križanec, namenjen pitanju. Piščance obeh spolov pitajo do starosti 42 dni, ko dosežejo maso skoraj dva kilograma. Pitovnim piščancem s tujko rečemo tudi brojlerji.